# Aporia leucodice
Aporia leucodice é uma borboleta de porte médio ou grande da família Pieridae, isto é, as amarelos e as brancas, que pode ser encontrada na Índia.